# Crkva sv. Jurja u Gornjem Psarjevu
Crkva sv. Jurja u Gornjem Psarjevu rimokatolička je crkva u naselju Gornje Psarjevo koje je u sastavu općine Sveti Ivan Zelina i zaštićeno kulturno dobro.<.

## Opis dobra
Crkva klasicističkih obilježja današnji izgled dobila je 1860., ali sadrži arhitektonske elemente poput okvira na ulazu u sakristiju ili obrađenih ugaonih klesanaca, koji ukazuju na moguće srednjovjekovno porijeklo. Pripada tipu jednobrodnih građevina pravokutnog tlocrta sa zaobljenim svetištem i zvonikom nad glavnim pročeljem. U cijelosti je svođena češkim kapama i velikim dijelom oslikana. Djelomično je sačuvan barokni inventar.

## Zaštita
Pod oznakom Z-2833 zavedena je kao nepokretno kulturno dobro – pojedinačno, pravna statusa zaštićena kulturnog dobra, klasificirano kao "sakralna graditeljska baština".